# NGC 3047
NGC 3047 este o galaxie lenticulară situată în constelația Sextantul. A fost descoperită în 24 aprilie 1883 de către .